# تولوک
تولوک (به قرقیزی: Төлөк، تۅلۅك)، و یا کنگ-سو (به قرقیزی: Кең-Суу، كەڭ سۇۇ) یک منطقهٔ مسکونی در قرقیزستان است که در استان نارین واقع شده‌است.

## خصوصیات
تولوک ۲٬۸۱۵ متر بالاتر از سطح دریا واقع شده‌است.